# Aleksandar Tonev
Aleksandar Antonov Tonev (bulharsky: Александър Антонов Тонев, * 3. února 1990, Elin Pelin, Bulharsko) je bulharský fotbalový záložník, který působí od června 2013 v klubu Frosinone Calcio. Je schopen nastoupit i na pozici fotbalového útočníka.

## Klubová kariéra
Po účinkování v Bulharsku (CSKA Sofia a OFK Sliven 2000, zde hostoval) podepsal 16. června smlouvu s klubem polské Ekstraklasy Lech Poznań. Zde debutoval 29. července 2011 v utkání proti ŁKS Łódź, které Lech vyhrál 5:0. V červnu 2013 přestoupil do anglického klubu Aston Villa FC.
Sezónu 2014/15 strávil na hostování ve skotském týmu Celtic FC. V srpnu 2015 posílil nováčka italské Serie A Frosinone Calcio.

## Reprezentační kariéra
Tonev působil v mládežnických reprezentačních výběrech Bulharska v kategoriích do 19 a 21 let.

## Odkazy

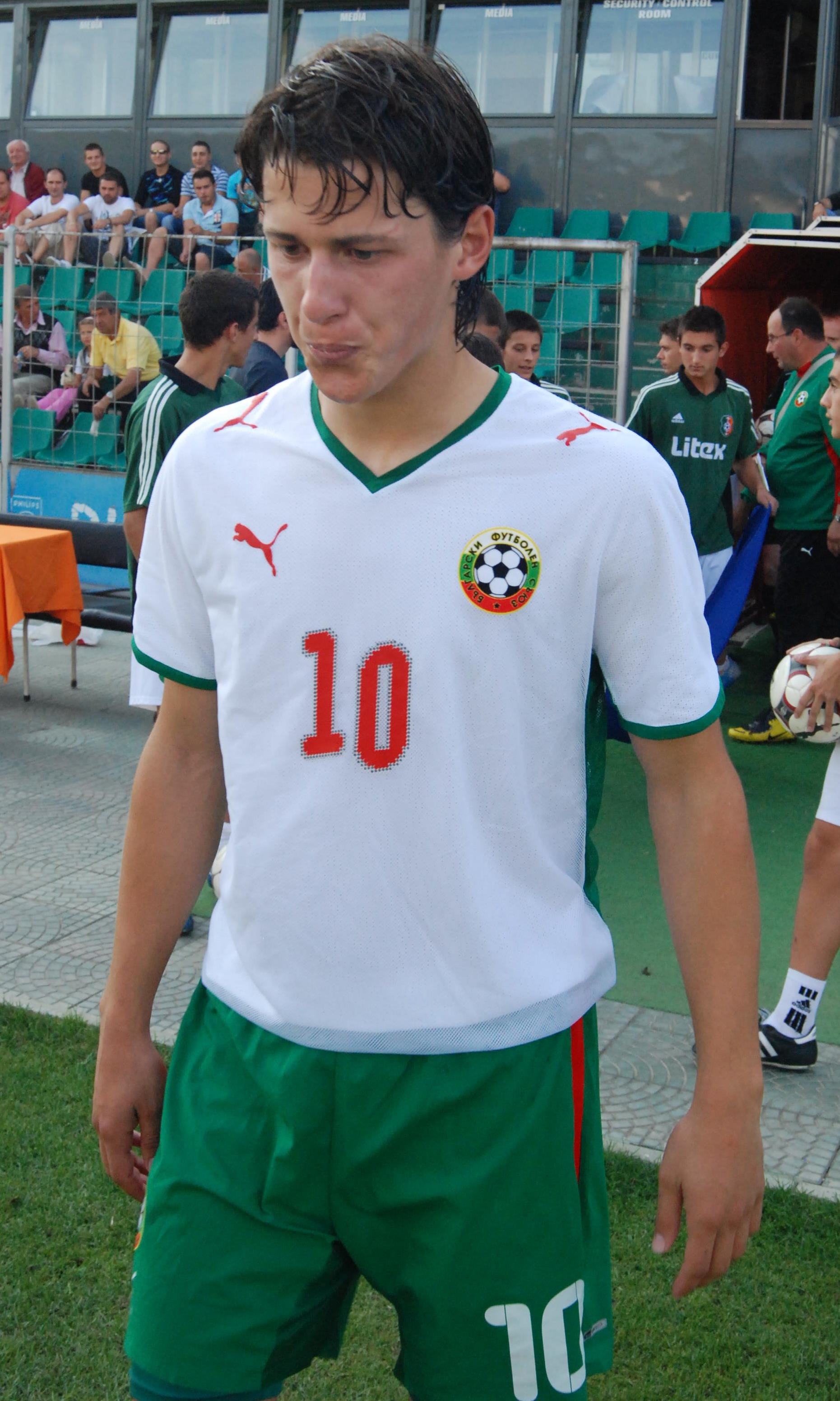
Aleksandar Tonev v dresu bulharské fotbalové reprezentace.

### A-mužstvo
V A-mužstvu Bulharska debutoval 11. října 2011 v kvalifikaci na EURO 2012 proti hostujícímu Walesu, utkání skončilo porážkou balkánské země 0:1. Tonev nastoupil v základní sestavě a odehrál kompletní porci minut.
V kvalifikaci na MS 2014 22. března 2013 v Sofii proti národnímu týmu Malty se poprvé střelecky prosadil, hned třikrát. Svým hattrickem pomohl k vítězství Bulharska 6:0. Hrál v základní sestavě i v následujícím kvalifikačním utkání 26. března 2013 v Kodani proti Dánsku, které skončilo remízou 1:1. Bulharsko si udrželo druhé místo za vedoucí Itálií.

### Reprezentační góly
Góly Aleksandara Toneva v A-mužstvu Bulharska
| 010                   | 22. 3. 2013 | Národní stadion Vasil Levski, Sofie, Bulharsko | Malta | 01:0 0(6.)  | 6:0 | kvalifikace na MS 2014 |
| 02                    | 22. 3. 2013 | Národní stadion Vasil Levski, Sofie, Bulharsko | Malta | 02:0 0(38.) | 6:0 | kvalifikace na MS 2014 |
| 03                    | 22. 3. 2013 | Národní stadion Vasil Levski, Sofie, Bulharsko | Malta | 05:0 0(58.) | 6:0 | kvalifikace na MS 2014 |
| Platí k 4. dubnu 2013 |             |                                                |       |             |     |                        |